# 醛糖1-脱氢酶 (NAD+)
醛糖1-脱氢酶 (NAD+)（EC 1.1.1.121 （页面存档备份，存于）），是一种以NAD+或NADP+为受体，其作用于供体CH-OH基团上的氧化还原酶。这种酶能催化以下酶促反应：
D-醛糖 + NAD+ {\displaystyle \rightleftharpoons } D-醛糖酸内酯 + NADH + H+
醛糖1-脱氢酶 (NAD+)也能催化D-葡萄糖、2-脱氧-D-葡萄糖、6-脱氧-D-葡萄糖、D-半乳糖、6-脱氧-D-半乳糖、2-脱氧-L-阿拉伯糖以及D-木糖等发生反应，并会受到1,10-邻氮二菲、2,3-苯并呋喃、己二烯雌二醇、吲唑、吲哚等有机分子及Ag+、Ca2+等阳离子的抑制。